# Kasper Bekiesz

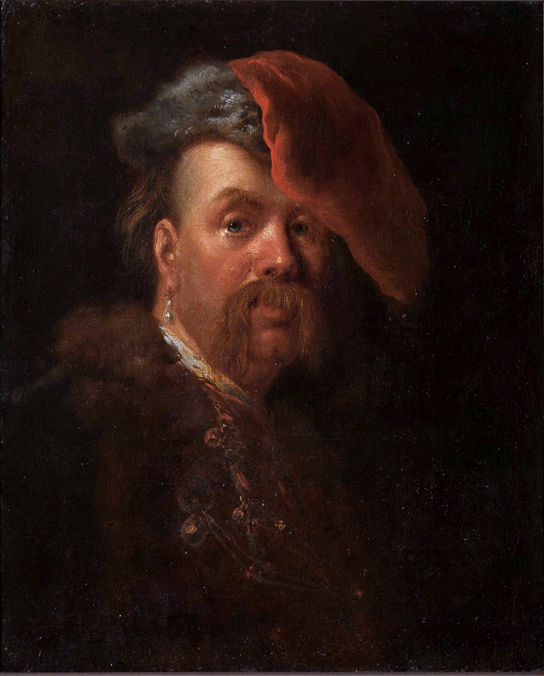
Portret Kaspra Bekiesza przypisywany Alexisowi Grimou z ok. 1730 roku

Kasper de Korniath Bekiesz, węg. Gáspár Békés de Kornyát oraz Kornyáti Bekes Gáspár herbu własnego (ur. 1520, zm. w Grodnie 7 listopada 1579) – magnat węgierski, hrabia na Fogaraszu, pretendent do tronu w Siedmiogrodzie, podskarbi księcia Jana Zygmunta, starosta lanckoroński w 1578 roku, dowódca węgierski w służbie Rzeczypospolitej. Od jego nazwiska pochodzi określenie męskiego krycia wierzchniego – bekiesza.

## Życiorys

### Rodzina Bekiesza
Rodzina Bekieszów należała do najstarszych na Węgrzech. Kacper miał jednego brata Gabriela. Z pierwszego małżeństwa Bekiesza miał jednego syna Władysława (László).
Po jakimś czasie poślubił Annę Sarcandy. Z drugiego małżeństwa doczekał on się drugiego syna – nazwanego na cześć brata Kacpra – Gabriela. W 1578 zamieszkał razem z żoną w ofiarowanym mu przez króla Batorego zamku w Lanckoronie.

#### Herb rodziny Bekieszów

Polska wersja herbu zatwierdzona w 1593 roku przez Stefana Batorego dla synów Bekiesza, Władysława i Gabriela

Bekieszowie pieczętowali się herbem przedstawiającym czarną orlą nogę, o złotych szponach na fioletowym polu. Herb ten przedstawiał na tarczy również w jednym rogu złoty półksiężyc, a w drugim – gwiazdę. Dodatki te herbowe otrzymał Bekiesz od muzułmańskiego sułtana tureckiego, Sulejmana Wspaniałego, któremu się nadzwyczajnie spodobał, gdy posłował do Konstantynopola jeszcze od króla Jana Zygmunta. W tej formie herb przeszedł do polskiej heraldyki jako Bekiesz.

### Działalność
W 1570 roku podpisany został traktat w Spirze. Został on zawarty pomiędzy Maksymilianem Habsburskim a księciem Siedmiogrodu Janem Zygmuntem Zapolyą. Postanawiał on, że Habsburgowie zostaną dziedzicami Siedmiogrodu w razie bezpotomnej śmierci Jana Zygmunta. Po śmierci Jana Zygmunta, Habsburgowie wystawili kandydaturę Kaspra Bekiesza. W tym samym czasie o tron Transylwanii starał się również Stefan Batory. Ponieważ wybranie Bekiesza na władcę łączyło się z przyłączeniem Siedmiogrodu do monarchii habsburskiej i nowego konfliktu z Turcją, szlachta węgierska wybrała Stefana Batorego, który odznaczał się pokojową polityką.
Bekiesz nakłonił Seklerów do buntu przeciw Batorym (który wybuchł jesienią 1571). W kraju wrzało, obie strony szykowały się do starcia. W końcu armii wroga udało się go stłumić. Hrabia nie poddał się i z zaciągami niemieckimi najechał na Transylwanię i stoczył wojnę z Batorym. Ostatecznie przegrał na czele z habsburską armią 19 lipca 1575 w bitwie pod Kerelőszentpál (obecnie Sânpaul, Marusza, Rumunia). Pokonany postradał dobra i poszedł na tułaczkę.
Gdy Batory został wybrany na króla Polski, Bekiesz pogodził się z władcą i przybył wraz z bratem Gabrielem do Polski ofiarowując mu swoje usługi. Król nie tylko wspaniałomyślnie przebaczył wszystko dawnemu wrogowi, ale nadto stał się dlań wiernym przyjacielem i dobroczyńcą. Bekiesz w latach 1576–1577 dowodził odsieczą, którą Batory wysłał po zaatakowaniu Elbląga przez wojska zbuntowanego przeciw królowi Gdańska, wspierane przez flotę duńską. Dowodził artylerią i piechotą węgierską przy oblężeniu Połocka w 1579 roku (które było pierwszym celem planu Stefana Batorego, otwierającym wojnę z Rosją o odzyskanie Inflant i ziemi połockiej, zagarniętych przez Iwana IV Groźnego).
Odznaczył się w bitwie pod Połockiem, za co od króla Stefana Batorego otrzymał pałac „Pod Baranami” w Krakowie i starostwo lanckorońskie.

### Śmierć
Po wyprawie r. 1579 Bekiesz, wraz z królem Stefanem i Janem Zamoyskim, przybył do Wilna, biorąc udział w przyjęciach tryumfalnych, jakie w drodze spotykały zwycięzców. Z Wilna udał się do Grodna, gdzie przeziębiwszy się, zachorował i zmarł w 1579 lub 1581 r., polecając żonę z dziećmi opiece króla Batorego i Zamoyskiego. Synów – Władysława i Gabriela – oddał Batory do szkół jezuickich w Wilnie, później w Pułtusku, a gdy zmarł, opiekował się nimi Jan Zamojski.
Władze kościelne nie chciały, by formalnie członek wspólnoty braci polskich, a faktycznie libertyn mawiający: „O niebo nie stoję, piekła się nie boję” spoczął na poświęconej ziemi, dlatego Batory kazał pochować przyjaciela na górze pod Wilnem, zwanej odtąd Bekieszową. Nad grobem Bekiesza król również kazał wystawić pomnik w kształcie zamkniętej wieżycy ośmiokątnej. Podczas wielkiej powodzi w roku 1838 rzeka Wilia podmyła górę, pomnik zwaliła, szczątki uniosła i znaleziono jedynie czaszkę w czapce z żółtego aksamitu. Rysunek tego nieistniejącego dziś pomnika zamieścił w swojej 4-tomowej „Historii Wilna” Józef Ignacy Kraszewski.